# Крас (геоморфологија)
Крас, крш или карст је област типичног развоја крашког процеса. То је терен, изграђен од стена карбонатног састава (кречњака, доломита, доломитних кречњака), који представља пацијенс, на коме доминантно дејство има хемијско дејство воде. У одређеном периоду времена, на том простору се развија крашки процес. Он се може препознати по типичним облицима који настају у крашком процесу, а који могу бити површински и подземни: вртаче, увале, крашка поља, шкрапе, јаме, пећине, понори, итд. Такође је документовано да стене отпорније на временске услове, као што је кварцит, под одговарајућим условима. Подземна дренажа може ограничити површинске воде, са неколико река или језера или без њих. У регионима у којима је растворена подлога прекривена (можда остацима) или ограничена једним или више наслаганих слојева нерастворљивих стена, карактеристичне красне карактеристике могу се појавити само на подземним нивоима и могу у потпуности да недостају изнад земље.

## Регионални типови краса
Развој крашког процеса зависи од већег броја чинилаца: количине и температуре воде, садржаја угљен-диоксида у води, распрострањења, дебљине и чистоће карбоната, степена њихове тектонске поремећености, појава нерастворљивих стена које се смењују са карбонатима, иницијалног рељефа, дужине времена и изложености карбоната дејству воде.
Имајући у виду разноликост развића крашког процеса и његових облика, Цвијић је начинио регионалну типизацију краса. Типизација је заснована на интензитету развоја процеса, односно облика и има првенствено дескриптивни карактер. Цвијић издваја као основне типове холокрас и мерокрас, а као прелазне тип косова и тип јуре.

### Холокрас
Холокрас (у преводу — потпуни крас) одликује се свим површинским и подземним крашким облицима. Холокрас се развија на просторима где су заступљене дебеле масе чистих кречњака, с веома малим процентом нерастворљиве компоненте. Ти кречњаци су, по правилу, интензивно тектонски поремећени — убрани и израседани.
На простору холокраса на површини терена јављају се шкрапе, вртаче, увале и крашка поља. Ретки водотоци су углавном алогени, тј. настају ван крашких терена и на подручју краса трпе значајне морфолошке модификације. Тако настају кањонске долине, појаве понирања, бројне слепе и напуштене долине, а ретке притоке су висеће. Од подземних облика, у холокрасу се јављају јаме и пећине, обиље сплетова подземних просторија различитих димензија, с бројним акумулационим облицима. Понори, понорнице, крашка врела, потајнице и еставеле су такође веома честе хидрогеолошке појаве у холокрасу.
Типичан развој холокраса везује се за подручје динаридског орогена, Јадранске платформе, који се некада називао подручјем динаридске геосинклинале, која се прати на дужини од приближно 700 km, почев од Словеније до Скадарског језера. Осим Динарида, холокрас се јавља на Пелопонезу у Грчкој, у подручју Ликије у Малој Азији, у јужној Кини и Вијетнаму, на Куби, Јави, Јамајци.

### Мерокрас
Мерокрас, или непотпуни крас, карактерише велика количина нерастворљиве компоненте. Површина терена је стога покривена глиновито — песковитим растреситим материјалом, најчешће елувијалног порекла. Шкрапа нема, вртаче су покривене и делимично запуњене елувијумом (тзв. алувијалне вртаче) и у њима се често налазе локве воде. Увале су веома ретке, а крашких поља нема. Подземни крашки облици су ретки и обично скромнијих димензија.
Дренажна мрежа на мерокрасу је знатно гушћа него на холокрашким теренима. Појаве дезинтеграције дренаже и понирања токова су ретке. Реке су углавном своја корита усекле у водонепропусну и нерастворљиву подлогу. Кречњачка маса је на тај начин издељена на јасно издвојене и неповезане блокове.
Мерокрас у Србији је развијен у непосредној околини Београда, на подручју Жаркова, Кнежевца, Сремчице, Барајева, Лисовића и Манића. Геолошку средину чине млади миоценски кречњаци декаметарске дебљине. Веће површине под мерокрасом у свету јављају се у писаћој креди Енглеске, у Моравској области око Брна у Чешкој, у северној Француској, у Белгији.

### Тип Косова
Прелазни тип Косова назван је по француској области Косови (Causses) у подручју Централног масива. По морфолошким и хидрогеолошким карактеристикама, ближи је холокрасу него мерокрасу. Овај тип се јавља на високим платоима, раздвојеним дубоким кањонским долинама алогених река, насталих изван крашких области. Реке су усекле корита у нерастворљиве стене, које чине подлогу краса. На платоима се јављају сви површински и подземни облици, са изузетком крашких поља.
Тип Косова се у Србији јавља на Пештерској висоравни, у околини Сјенице. У свету је, сем типске области Косова у Француској, развијен још и у словачком красу, на Бихору у Румунији, а местимично се јавља и на простору Алпа.

### Тип Јуре
Овај прелазни тип, по карактеристикама ближи мерокрасу него холокрасу, добио је назив по области класичног развића у подручју планине Јуре, на швајцарско — француској граници. На површини терена јављају се изразито плитке вртаче, али шкрапа нема, или су веома ретке. Увале се јављају само спајањем вртача распоређених у низовима по сувим долинама. Крашких поља нема. Подземни облици постоје, углавном као индивидуални.
Геолошку средину овог типа краса чине смена кречњачких и лапоровитих, слабо растворљивих и вододрживих стена. Те стене, изузев регионалног набирања, обично нису интензивније тектонски поремећене.
Прелазни крашки тип Јуре код нас се јавља у источној Србији, на планинама Гребену, Столу, Великом Кршу, Бељаници, Кучају, Ртњу, Озрену, Сувој планини. Овом типу припада и Лелићки крас околине Ваљева. У свету, поред типске локалности планине Јуре, тај прелазни тип краса се јавља и у Бугарској, Албанији, јужној Италији, на Криму.

## Псеудокрас
Псеудокрас представља скуп појава које су сличне облицима правог краса, развијених у стенама које садрже калцијум-карбонат (лес, лапорац, конгломерати ценментовани калцијум карбонатом итд.) или у некарбонатним стенама (гипс, камена со, еруптивне стене).
Постоје 2 типа псеудокраса: термокрас и кластокрас.

### Термокрас
Термокрас или термички крас јесте скуп псеудокрашких појава у леду и замрзнутом земљишту, на већим географским ширинама. Термокрас је карактеристичан само за области дугогодишње замрзнутог земљишта. Настаје под утицајем топлотних процеса у замрзнутом земљишту које се одмрзава. При настанку термокраса долази до улегања топографске површине. Рељеф термокраса се одликује удубљењима и благим узвишењима. У удубљењима се налазе језера различитих величина. Површина се све више улеже и стварају се затворене депресије услед одмрзавања земљишта. Еволуција депресија зависи од тога да ли су оне суве или су испуњене водом. У сувим депресијама одмрзавање земљишта има периодски карактер и везано је за поједине топлије године. У депресијама испуњеним водом, присутно је продубљивање јер вода утиче на одмрзавање земљишта испод дна депресије.
Облици које има термокрас зависе и од клинасто интеркалисаног подземног леда. Тако се јављају купасти брежуљци — бајџерохи, који личе на хумове, и смењују се са удубљењима — аласима, која су понекад испуњена мањим језерима. Ови облици се налазе на обалама северних мора.
Неке термокрашке појаве су по изгледу веома сличне крашким. То су термокрашке појаве као што су вртаче широке неколико метара, плитке депресије до 100 m ширине и дубине од неколико центиметара до неколико метара, као и веће депресије, површине од неколико километара, испуњене плитким језерима — термокрашким језерима.
Неки облици у ледницима су веома слични крашким облицима. Они настају на два начина. Први начин јесте отапањем леда и деловањем сочнице на површини. Други начин на који могу настати овакви облици у ледницима јесте деловањем подледничког потока у подини ледника. Ови облици се брзо стварају, али брзо и нестају услед отапања ледника или услед њиховог механичког кретања. Облици ледничког краса јесу ледничке шкрапе и ледничке пећине. Ледничке шкрапе настају на површини језера, деловањем сочнице, која термичким деловањем продубљује и шири пукотине стварајући жлебове сличне шкрапским браздама. Између жлебова су ускри ледени ртови, налик на сеченице. Пукотине у леду настају када ледничка маса пуца приликом кретања. Ове пукотине често у виду понора досежу до дна ледничке масе. Подледничке пећине настају термичким и механичким деловањем воде подледничког потока. Ове пећине се завршавају на челу ледника. Осим ледничких шкрапа и пећина, у леду су запажени и други облици крашког рељефа, сем поља, као што су: вртаче, понори, шкрапе, пећине, суве и слепе долине.

### Кластокрас
Кластокрас је скуп псеудокрашких појава и облика развијених у кластичним стенама (песковима, пешчарима, конглометарима, лапорцима, лесу, гипсу). Кластокрас настаје процесом растварања и механичким спирањем (суфозијом). Поједине стене (лапорац, лес) су подложније процесу растварања зато што садрже знатне количине калцијум-карбоната.
У Србији, облици кластокраса јављају се у лесним наслагама. Најчешће се јављају као лесне вртаче. Оне су веома плитке, свега 3 до 4 м. Међутим, знатно су шире од вртача у крашком рељефу — 200 м или више. Лесне вртаче су најизразитије на Тителској лесној заравни. Овде се на једном квадратном километру налази 26 вртача. Оне су округласте или дугуљасте, пречника од 50 до 100 м. Облика кластокрашког рељефа има и у терцијерним лапорцима горње-рамске котлине. Овде се јављају вртаче, понори и пећински канали у лапорцима дебљине од 150 до 280 м.
Осим у лапорцима и лесу, псеудокрашке појаве настају и у наслагама камене соли и у гипсу. Оне су овде сличне крашком рељефу хидрографијом. Изложене су непрекидним променама. У гипсу пећине могу бити огромних димензија. Највећа овакве врсте је Оптимистическаја у Русији дужине 157 km, а затим Језерска, Кристална и Мљинка, које се такође налазе у Русији. На Балканском полуострву пећине у гипсу су испитиване у гипсу Косовраста, у долини Радике код Дебра, као и у Српско-сувајској котлини, у долини Уне. У гипсу Косовраста постоје вртаче сличне крашким. У Српско-сувајској котлини вртаче су облика плитких утолеглица, пречника 1 до 3 м, са благим странама и растреситим материјалом на дну.
Облици кластокраса постоје и у тријарским и лијаским пешчарима Централног масива. Овде је испитано 16 пећина и 2 јаме. Најдужа пећина има канале дугачке око 1800 м, а најдубља јама је дубине око 15 м. Поједине пећине имају сталне или периодске токове. У лијаским карбонатним пешчарима постоји 13 пећина, од којих је једна дугачка 300 м.
Псеудокрашке пећине се јављају и у вулканским стенама. Настале су услед експанзије гасова. Након консолидације лаве, настало је механичко разоравање, што је довело до настанка подземних шупљина. Постоје и пећине које су настале испирањем туфозног материјала. У Чешкој постоје пећине које су изграђене у базалту и фонолиту. У Централном масиву запажене су 4 јаме и једна пећина у гранит порфирима и у микашисту. На планини Тибести, у терцијерним и квартарним вулканским стенама пронађене су пећине малих димензија (до 20 м) и јаме дубоке до 7 м.
Псеудокрашке појаве се не могу сврставати у праве крашке облике. Јован Цвијић је сматрао да крашким појавама треба називати само облике и хидрографске појаве кречњачких терена, а сличне облике у другим стенама не треба називати крашким облицима. Због тога је појам псеудокрас погодан за све терене који нису кречњачки.